# Roman Kornilov
Roman Kornilov nacido el 30 de marzo de 1981 en Kirguistán es un futbolista kirguís, que actualmente se desempeña en la función de delantero y su actual equipo es el Sher-Dan Ak-Bishkek. Ha jugado en veinte ocasiones con la selección de fútbol de Kirguistán. También ha jugado en el Dynamo-Naryn Dordoi y en el SKA-Shoro Bishkek.